# Chotíkov
Chotíkov település Csehországban, a Észak-plzeňi járásban. Chotíkov Plzeň, Město Touškov, Ledce, Třemošná és Příšov településekkel határos. Lakosainak száma 1296 fő (2024. január 1.).

## Népesség
A település lakosságának változását az alábbi diagram mutatja:
| Lakosok száma | 584  | 667  | 978  | 943  | 672  | 751  | 1141 | 1199 | 1256 | 1296 |
|               | 1869 | 1890 | 1921 | 1950 | 1980 | 2001 | 2017 | 2019 | 2022 | 2024 |